# 氣仙沼線
氣仙沼線（日语：／ Kesennuma sen */?）是一條连接宮城縣石卷市的前谷地站至登米市的柳津站，屬於東日本旅客鐵道（JR東日本）的鐵路線（地方交通線）。
气仙沼线原运行路段为72.8km里程的前谷地站-气仙沼站。其中陸前戶倉站－氣仙沼站間包括大船渡線、山田線各自一部分路段、八戶線、三陸鐵道共同在三陸海岸沿岸行走。受2011年（平成23年）3月發生東日本大震災海啸影響，沿岸行走的柳津站－氣仙沼站間無法通行，該路段暫定在2012年8月20日起以公車捷運系統開始運行，該年12月22日起正式營運。而氣仙沼線與大船渡線的BRT獲得2016年的好設計獎。
JR东日本獲國土交通省許可，于2020年4月1日起正式废止柳津至气仙沼段的铁道事業，這一路段回歸道路運送法規範，不再是鐵道路線，而純為BRT路線。

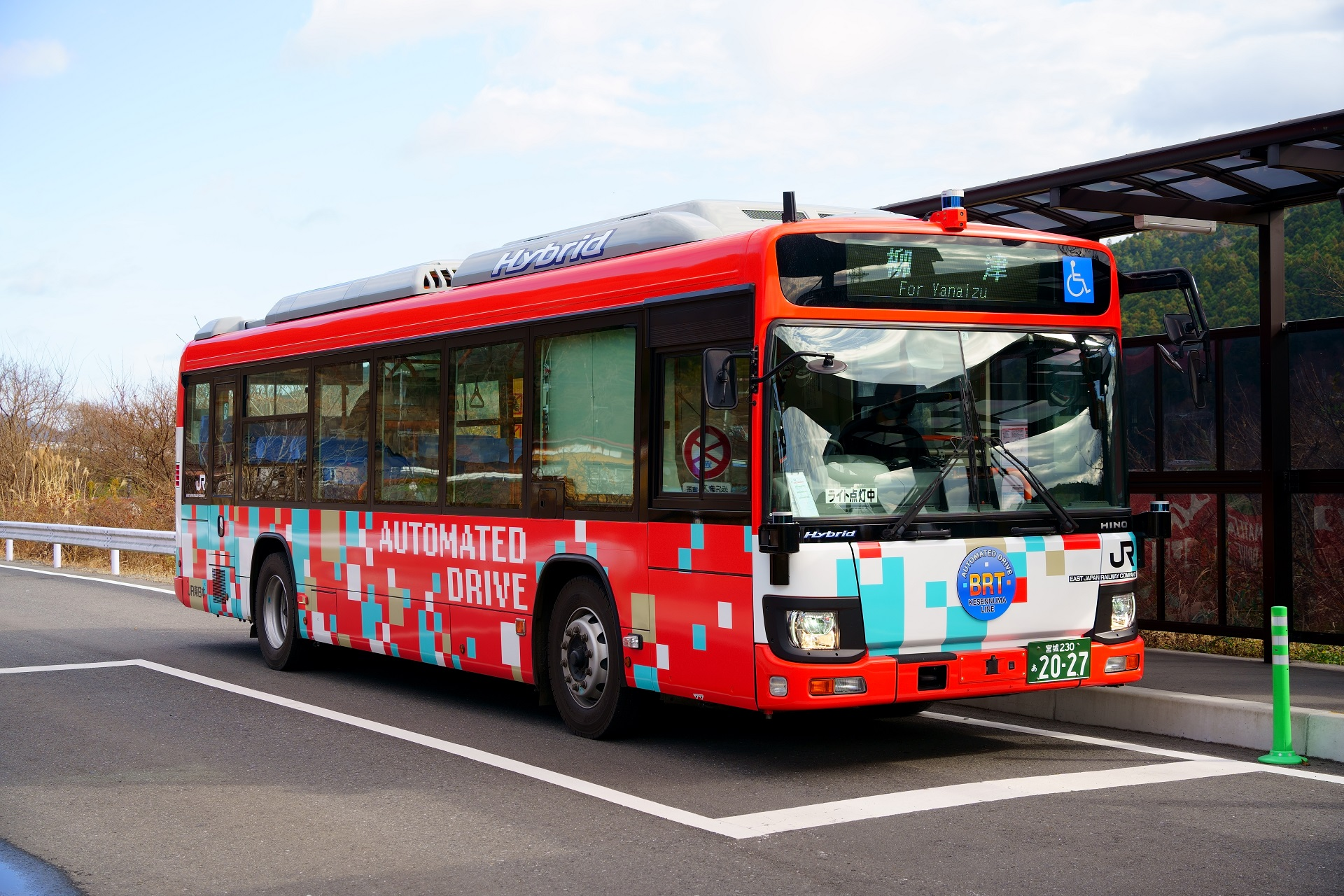
氣仙沼線的BRT路段使用的自動駕駛巴士(2022年12月)

## 铁道路線資料
- 管轄（事業類別）：東日本旅客鐵道（第一種鐵道事業者）
- 路段（營業距離）：前谷地站－柳津站（17.5公里）
- 站數：6個
- 軌距：1067毫米
- 複線路段：沒有（全線單線）
- 電氣化路段：沒有（全線非電氣化（日语：非電化））
- 閉塞方式：自動閉塞式
- 運轉指令所（日语：運転指令所）：小牛田CTC
- 最高速度：85公里/小時
- 平均通過人員（日语：輸送密度）（2016年度）[5]
  - 前谷地站－柳津站間：268人/日
  - 柳津站－氣仙沼站間：271人/日

前谷地站－陸前小泉站間由仙台支社管轄，本吉站－氣仙沼站間由盛岡支社管轄。境界點為起點起計51.0公里地點，位於陸前小泉站－本吉站間（參見支社邊界）。

## 運行形態
雖然路線正式起點為前谷地車站，但大部份列車由石卷線直通，並以小牛田車站作為起站與終點站。普通列車於氣仙沼線全線運行。1992年3月14日起使用Kiha40、48型柴油動車組（小牛田運輸區所屬）、以一人控制方式運行。
在2011年3月11日發生的東北大地震中，位在海岸線旁的氣仙沼線遭受到海嘯嚴重的破壞，導致柳津至終點站氣仙沼之間的路線北段完全無法通行。JR東日本後決定以公車捷運（BRT）的方式擔負停駛路段的運輸需求。
在氣仙沼線遭地震與海嘯破壞之前，曾有連結仙台與氣仙沼的快速列車「南三陸」以每日2往復班次運行於氣仙沼線上。

## 歷史
改正鐵道敷設法別表第17號前段規定的預定線。1957年氣仙沼側的氣仙沼線通車、1968年前谷地側的柳津線通車。

### 氣仙沼線
- 1956年（昭和31年）4月11日 【通車】大船渡線氣仙沼 - 氣仙沼港（貨運支線）(5.8km)【新設車站】（貨）氣仙沼港
- 1957年（昭和32年）2月11日 【通車】氣仙沼線 南氣仙沼 - 本吉（只辦理客運）(17.1km)【路線分離】大船渡線氣仙沼 - 氣仙沼港間貨運支線編入氣仙沼線 【客運通車】氣仙沼 - 南氣仙沼(4.5km)【車站新設】南氣仙沼、松岩、陸前階上、大谷、小金澤、本吉 （上記的結果、氣仙沼線 氣仙沼 - 本吉(21.6km)、南氣仙沼 - 氣仙沼港（貨運支線）(1.3km)）
- 1960年（昭和35年）11月10日 【新設車站】不動之澤
- 1967年（昭和42年）7月20日 【新設車站】最知

### 柳津線
- 1968年（昭和43年）10月24日 【通車】柳津線前谷地 - 柳津(17.5km)【新設車站】和渕、篦岳、陸前豐里、御岳堂、柳津

### 全線開通以後
- 1977年（昭和52年）12月11日 【路線延長、全線通車】氣仙沼線柳津 - 本吉（只辦理客運）(34.0km)【新設車站】陸前橫山、陸前戶倉、志津川、清水濱、歌津、陸前港、藏内、陸前小泉 【貨運停駛】南氣仙沼 - 本吉(-17.1km)【路線整理】氣仙沼線柳津線編入改名。氣仙沼線 前谷地 - 氣仙沼(72.8km)・南氣仙沼 - 氣仙沼港（貨運支線）(1.3km)
- 1979年（昭和54年）11月1日 【停駛】南氣仙沼 - 氣仙沼港（貨運支線）(-1.3km)【貨運停駛】氣仙沼 - 南氣仙沼(-4.5km)【廢站】（貨）氣仙沼港
- 1987年（昭和62年）4月1日 【繼承】東日本旅客鐵道
- 1997年（平成9年）3月22日 【車站改名】大谷→大谷海岸
- 2001年（平成13年）10月14日 天皇、皇后宮城國體臨席，1號御料車編成由仙台起經東北本線・石卷線至柳津運行。DD51 842牽引（予備機：DD51 888）
- 2007年（平成19年）12月8日 仙台 - 氣仙沼有使用盛岡車輛中心所屬改造氣動車「kenji」的「氣仙沼線全線開通30周年號」運行
- 2011年（平成23年）灾後志津川車站的站台和海啸冲击下弯曲的铁轨桥右岸被海啸冲毁的陸前小泉車站

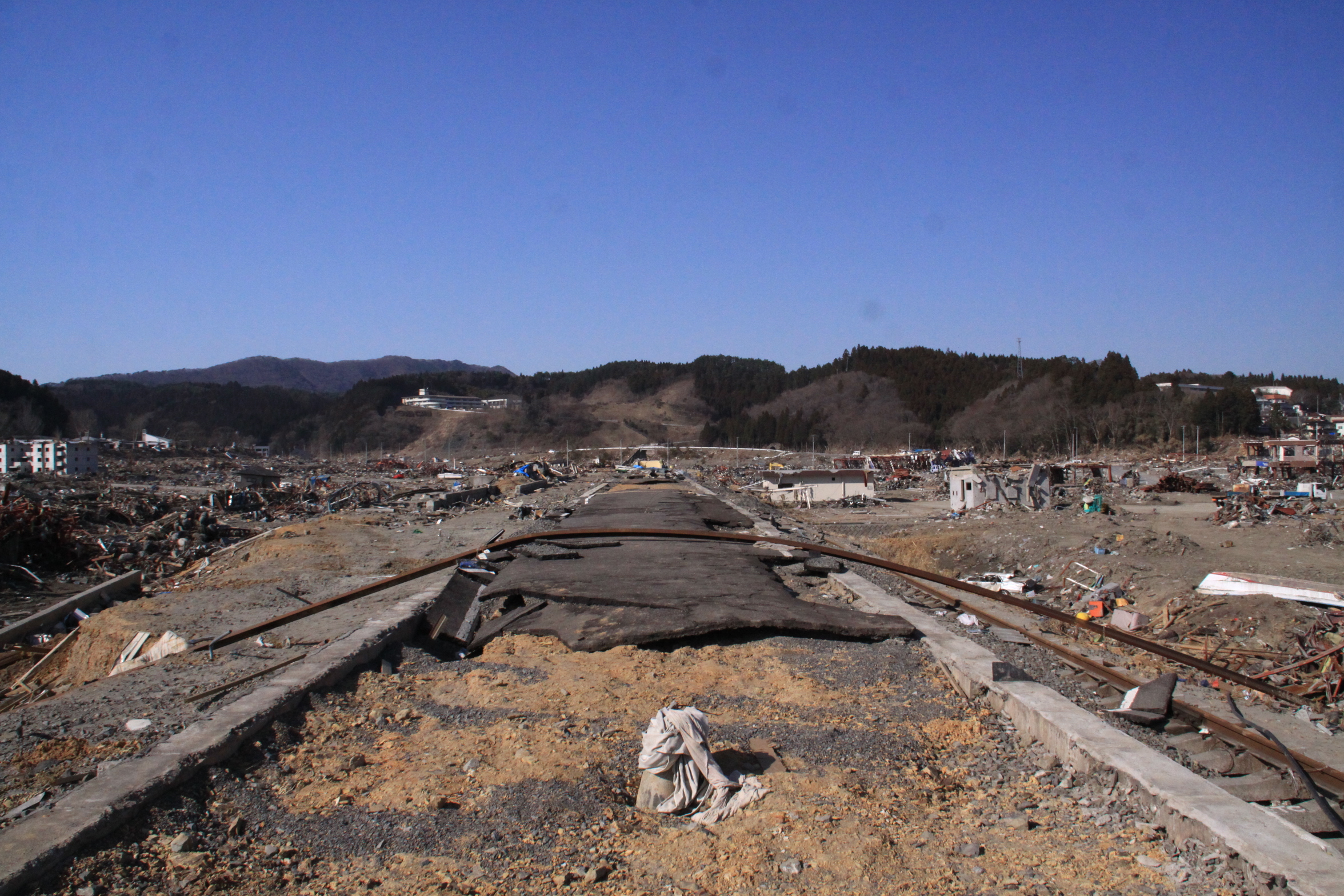
灾後志津川車站的站台和海啸冲击下弯曲的铁轨

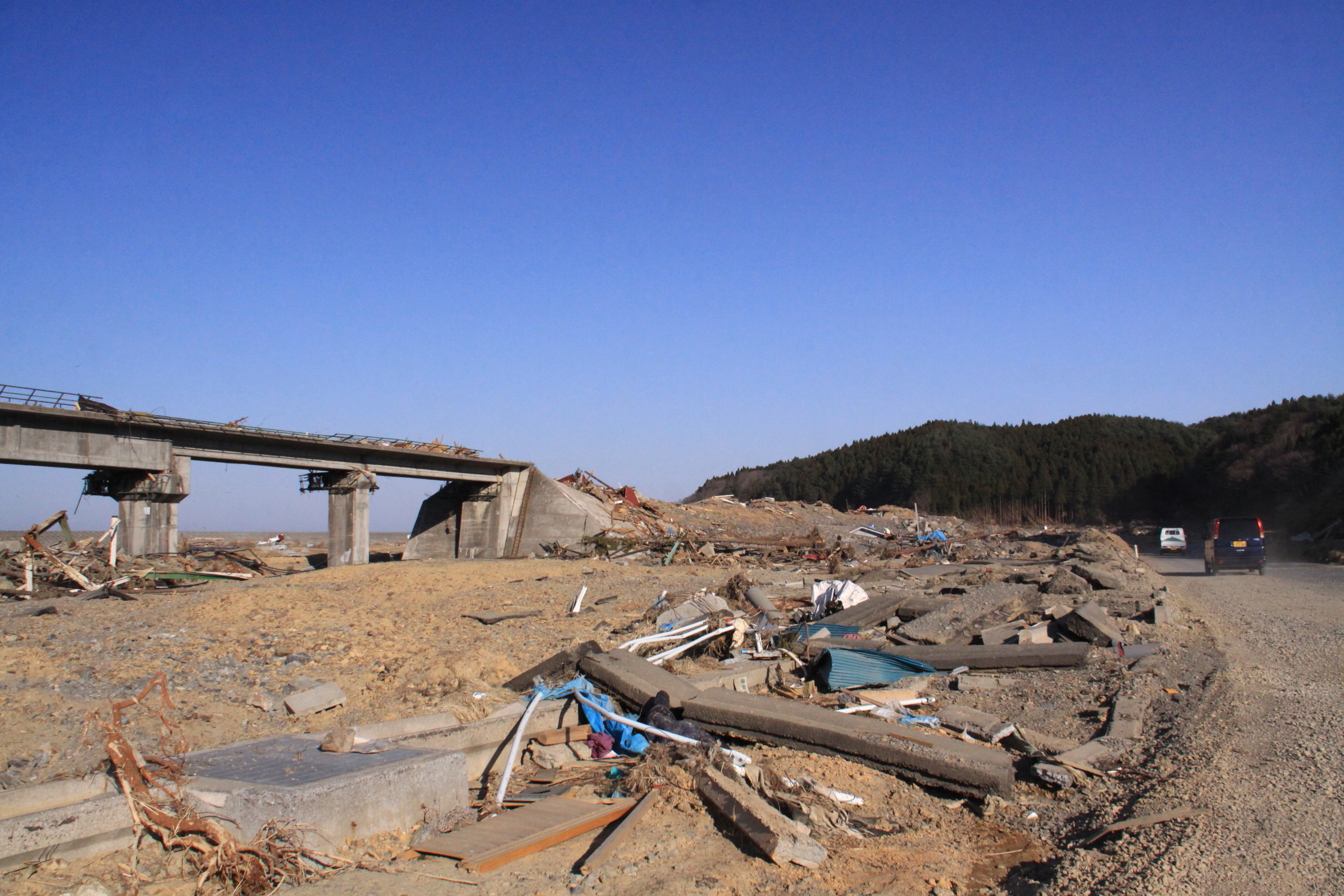
桥右岸被海啸冲毁的陸前小泉車站

  - 3月11日 受2011年日本东北地方太平洋近海地震（東日本大震災）影響造成全線不通。一列緊急停止於松岩～最知間（所有人員均已疏散）的列車被海啸沖走。
  - 4月9日 前谷地～柳津間開始以接駁巴士疏運。
  - 4月29日 前谷地～柳津間恢復通車。
  - 5月9日 志津川～本吉～氣仙沼間由宮城交通（日语：ミヤコーバス）的客運路線（三陸線）臨時支援，針對已經持有該區間仍有效力的定期票、回數票的旅客以巴士接駁[7][8]。
  - 7月11日 柳津～志津川間由宮城交通（日语：ミヤコーバス）的客運路線（三陸線）臨時支援，針對已經持有該區間仍有效力的定期票、回數票的旅客以巴士接駁[7][8]。

- 2012年（平成24年）

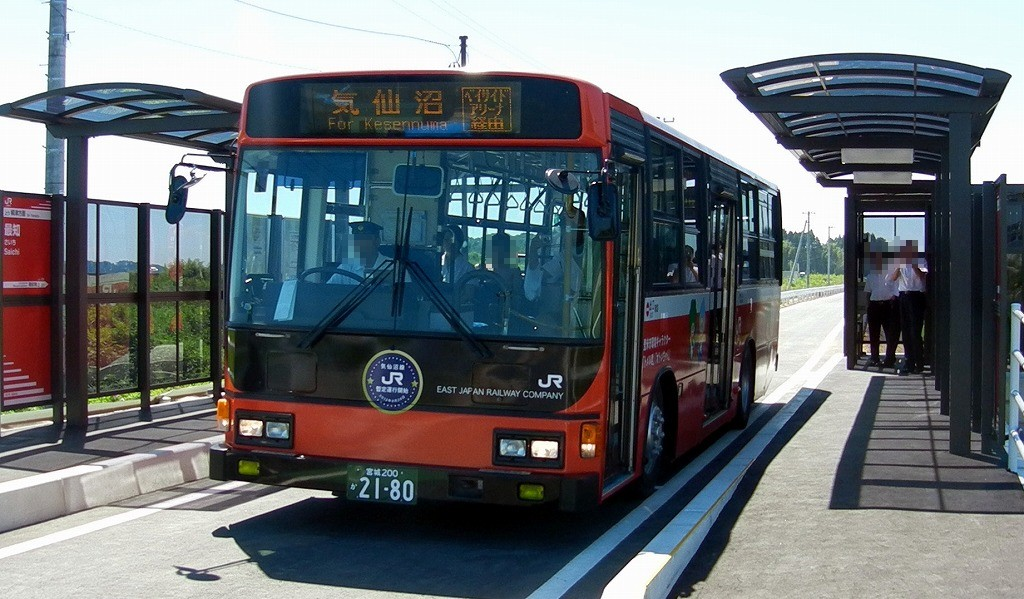
行駛於BRT區間的接駁巴士（最知車站）

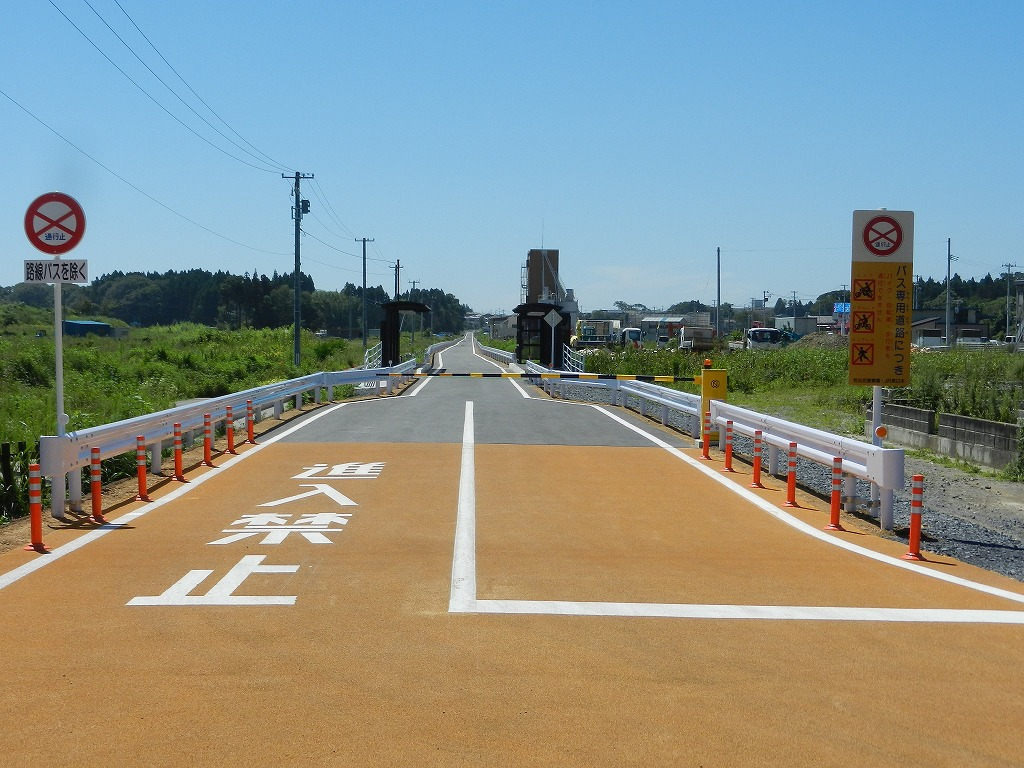
BRT專用道

  - 5月7日 JR東日本告知大眾，氣仙沼線將使用BRT的方式「臨時重建」，包含氣仙沼市、南三陸町及登米市。
  - 5月21日 開始進行陸前階上～最知間的鐵道路基改建BRT專用道工程。
  - 8月1日 負責氣仙沼線BRT運行調度的氣仙沼線BRT調度站成立（設站於大船渡線調度站隔壁）。
  - 8月20日 陸前階上～最知間的專用道改建工程完工，同時柳津～氣仙沼間的巴士接駁改以BRT試運轉。宮城交通的接駁巴士同時停駛[9]。【新設車站】ベイサイドアリーナ 【車站改名、搬家】南氣仙沼 → 南氣仙沼（市立醫院入口）
  - 12月22日 柳津～氣仙沼間的BRT正式通車[6]。
- 2015年（平成27年）6月27日：前谷地→ 柳津段开始BRT代行服务[10]。
- 2017年（平成29年）11月2日：【新設車站】：气仙沼市立病院[11]。
- 2018年（平成30年）7月1日：【新設車站】：志津川中央團地；【車站改名】：ベイサイドアリーナ → 南三陸町役場·醫院前[12][13]。
- BRT站台内显示的到站信息（歌津站）2019年（平成31年，令和元年）
  - 3月16日：【新設車站】：岩月。

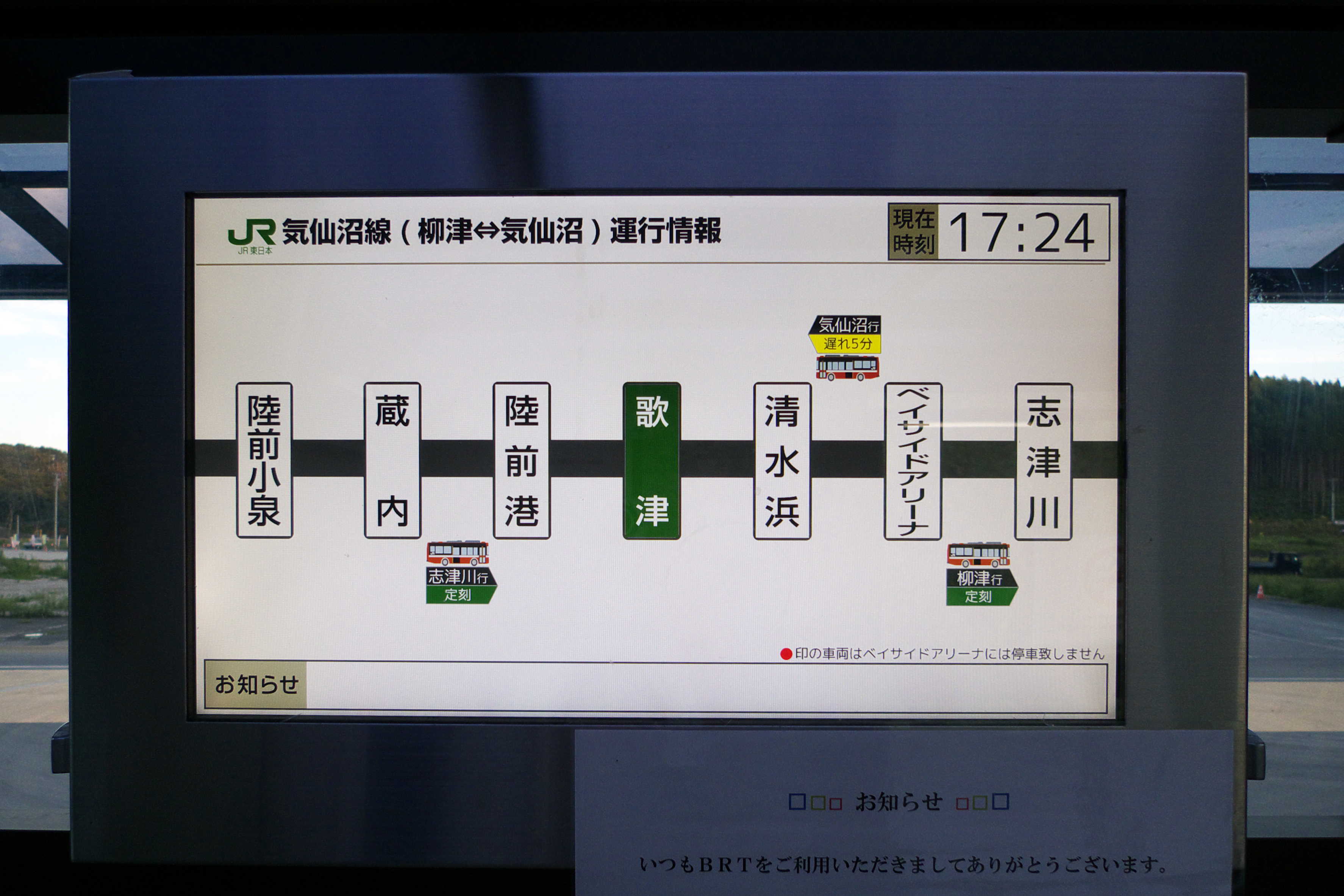
BRT站台内显示的到站信息（歌津站）

  - 11月12日：JR东日本提出废除柳津-气仙沼段铁路线[4]。
- 2020年（令和2年）
  - 1月31日：JR东日本宣布柳津-气仙沼段铁路线的废止日期[3]。
  - 3月14日：【预定新設車站】：赤岩港[14][15]。
  - 4月1日：【铁道线废止】：柳津-气仙沼段[3][4]。
- 2022年（令和4年）
  - 12月5日：開始引入自動駕駛系統。[16]

## 車站列表
為方便起見，由前谷地側有約一半列車直通的石卷線小牛田站的路段開始記載，因由BRT運行路段已法律上及實際上廢線，該BRT路段的車站請參見「BRT路段」）。
- 累計營業距離由前谷地站起計算
- 軌道（全線單線） … ◇：可列車交會，｜：不可列車交會
- 所有車站都位於宮城縣內

由BRT替代運行路段的車站（BRT的車站參見「BRT路段」）。
| 路線名   | 站名   | 站名 | 站名 | 營業距離 | 營業距離 | 接續路線、備註                       | 軌道         | 所在地       |
| 路線名   | 中文   | 日文 | 英文 | 站間     | 累計     | 接續路線、備註                       | 軌道         | 所在地       |
| -------- | ------ | ---- | ---- | -------- | -------- | ------------------------------------ | ------------ | ------------ |
| 石卷線   | 小牛田 |      |      | -        | 12.8     | 東日本旅客鐵道：■東北本線、■陸羽東線 | ｜           | 遠田郡美里町 |
| 石卷線   | 上涌谷 |      |      | 3.5      | 9.3      |                                      | ｜           | 遠田郡涌谷町 |
| 石卷線   | 涌谷   |      |      | 2.7      | 6.6      |                                      | ◇            | 遠田郡涌谷町 |
| 石卷線   | 前谷地 |      |      | 6.6      | 0.0      | 東日本旅客鐵道：■石卷線（石卷方向）  | ◇            | 石卷市       |
| 氣仙沼線 | 前谷地 |      |      | 6.6      | 0.0      | 東日本旅客鐵道：■石卷線（石卷方向）  | ◇            | 石卷市       |
| 和渕     |        |      | 3.2  | 3.2      |          | ｜                                   |              | 石卷市       |
| 篦岳     |        |      | 3.0  | 6.2      |          | ｜                                   | 遠田郡涌谷町 |              |
| 陸前豐里 |        |      | 4.1  | 10.3     |          | ◇                                    | 登米市       |              |
| 御岳堂   |        |      | 3.3  | 13.6     |          | ｜                                   | 登米市       |              |
| 柳津     |        |      | 3.9  | 17.5     |          | ◇                                    | 登米市       |              |

### BRT路段
- 所有車站均位於宮城縣境內。
- 每天早上始發1班從鹿前小泉往志津川方向快速班車，在標記○的車站甩站不停車。

| 路線途徑 | 路線途徑         | 站名                | 站名 | 站名 | 營業距離 | 營業距離 | 接續路線、備註            | 所在地          |
| 經赤岩港 | 經氣仙沼市立醫院 | 中文                | 日文 | 英文 | 站間     | 累計     | 接續路線、備註            | 所在地          |
| -------- | ---------------- | ------------------- | ---- | ---- | -------- | -------- | ------------------------- | --------------- |
| ●        |                  | 前谷地              |      |      | -        | 0.0      | 東日本旅客鐵道：■石卷線   | 石卷市          |
| ●        |                  | 柳津                |      |      | 17.5     | 17.5     |                           | 登米市          |
| ●        |                  | 陸前橫山            |      |      | 4.8      | 22.3     |                           | 登米市          |
| ●        |                  | 陸前戶倉            |      |      | 7.2      | 29.5     |                           | 本吉郡 南三陸町 |
| ●        |                  | 志津川              |      |      | 4.2      | 33.7     |                           | 本吉郡 南三陸町 |
| ○        |                  | 南三陸町役場·醫院前 |      |      | 0.8      | 34.5     |                           | 本吉郡 南三陸町 |
| ○        |                  | 志津川中央團地      |      |      | 1.1      | 35.6     |                           | 本吉郡 南三陸町 |
| ●        |                  | 清水濱              |      |      | 2.6      | 38.2     |                           | 本吉郡 南三陸町 |
| ●        |                  | 歌津                |      |      | 4.1      | 42.3     |                           | 本吉郡 南三陸町 |
| ●        |                  | 陸前港              |      |      | 2.6      | 44.9     |                           | 本吉郡 南三陸町 |
| ●        |                  | 藏內                |      |      | 1.8      | 46.7     |                           | 氣仙沼市        |
| ●        |                  | 陸前小泉            |      |      | 2.0      | 48.7     |                           | 氣仙沼市        |
| ●        | ●                | 本吉                |      |      | 2.8      | 51.5     |                           | 氣仙沼市        |
| ●        | ●                | 小金澤              |      |      | 3.1      | 54.6     |                           | 氣仙沼市        |
| ●        | ●                | 大谷海岸            |      |      | 3.7      | 58.3     |                           | 氣仙沼市        |
| ●        | ●                | 大谷町              |      |      | 1.1      | 59.4     |                           | 氣仙沼市        |
| ●        | ●                | 陸前階上            |      |      | 2.2      | 61.6     |                           | 氣仙沼市        |
| ●        | ●                | 最知                |      |      | 1.7      | 63.3     |                           | 氣仙沼市        |
| ●        | ●                | 岩月                |      |      | 1.0      | 64.3     |                           | 氣仙沼市        |
| ●        | ●                | 松岩                |      |      | 1.3      | 65.6     |                           | 氣仙沼市        |
| ●        | ∥                | 赤岩港              |      |      | 1.3      | 66.9     |                           | 氣仙沼市        |
| ∥        | ●                | 氣仙沼市立醫院▽     |      |      | 0.3      | 67.2     |                           | 氣仙沼市        |
| ●        | ●                | 南氣仙沼            |      |      | 1.1      | 68.3     |                           | 氣仙沼市        |
| ●        | ●                | 不動之澤            |      |      | 1.3      | 69.6     |                           | 氣仙沼市        |
| ●        | ●                | 東新城              |      |      | 1.4      | 71.0     |                           | 氣仙沼市        |
| ●        | ●                | 氣仙沼              |      |      | 1.8      | 72.8     | 東日本旅客鐵道：■大船渡線 | 氣仙沼市        |

### 廢除路段
貨物支線
南氣仙沼站－（貨）氣仙沼港站